# Georg I. (Griechenland)

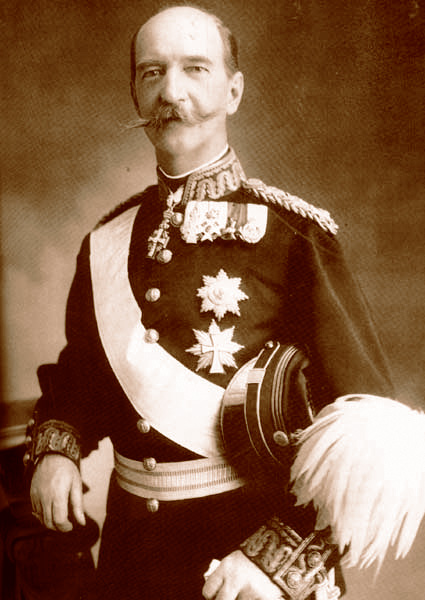
Georg I., König der Hellenen

Georg I. von Griechenland (griechisch Γεώργιος Α΄ τῆς Ἐλλάδος Geórgios Α tîs Helládos; * 24. Dezember 1845 im Gelben Palais, Kopenhagen als Prinz Christian Vilhelm Ferdinand Adolf Georg von Schleswig-Holstein-Sonderburg-Glücksburg; † 5. Märzjul. / 18. März 1913greg. in Thessaloniki) aus dem dänisch-deutschen Haus Schleswig-Holstein-Sonderburg-Glücksburg war von 1863 bis zu seiner Ermordung 1913 König der Hellenen.

## Herkunft

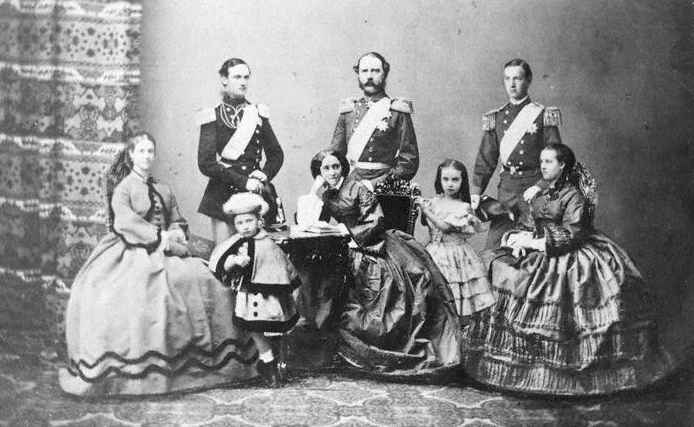
Prinz Wilhelm mit seinen Eltern und Geschwistern 1862: (hinten von links) Friedrich, Christian, Wilhelm; (vorne von links) Dagmar, Waldemar, Louise, Thyra, Alexandra.

Prinz Wilhelm wurde am 24. Dezember 1845 als zweiter Sohn des Prinzen Christian von Schleswig-Holstein-Sonderburg-Glücksburg und dessen Gemahlin Louise von Hessen in Kopenhagen geboren. Er war Angehöriger des herzoglichen Hauses Schleswig-Holstein-Sonderburg-Glücksburg, einer unbedeutenden Nebenlinie des Hauses Oldenburg. Das Londoner Protokoll indes bestimmte seinen Vater 1852 zum präsumtiven Thronfolger des kinderlosen dänischen Königs Friedrichs VII. Somit erhielten Wilhelm und seine Geschwister den Titel „Prinz von Dänemark“ und die Anrede „Königliche Hoheit“. Gemessen an damaligen Verhältnissen, führte die Familie ein einfaches Leben. An der Seite seines älteren Bruders Friedrich, schlug Wilhelm eine Offizierslaufbahn in der Königlich Dänischen Marine ein.

## Thronübernahme (1863)

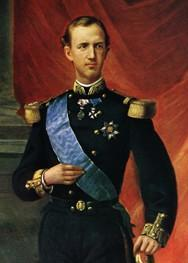
Georg I. (1864)

Nach der Absetzung des griechischen Königs Otto aus dem Haus Wittelsbach im Jahre 1862 suchte die griechische Nationalversammlung in Europa nach einem geeigneten Nachfolger. In Übereinstimmung mit den europäischen Großmächten wählte die Nationalversammlung den damals siebzehnjährigen Prinzen Wilhelm am 18. Märzjul. / 30. März 1863greg. zum neuen König und verlieh ihm den Herrschernamen Geórgios A' (Georg I.). Angeführt von Premierminister Benizelos Rouphos und Konstantinos Kanaris trug eine griechische Delegation Wilhelm am 6. Juni 1863 die Königswürde an, wodurch die eigentümliche Situation entstand, dass dieser sein Königsamt kurz vor seinem Vater antrat, der erst am 15. November 1863 als Christian IX. dänischer König wurde.
Nach Besuchen an den Höfen in Sankt Petersburg, London und Paris, die seine Kandidatur massiv unterstützt hatten, reiste Georg am 22. Oktober 1863 an Bord des Flaggschiffs Hellas vom französischen Mittelmeerhafen Toulon nach Griechenland und zog am 30. Oktober feierlich in Athen ein.

## Ehe und Nachkommen

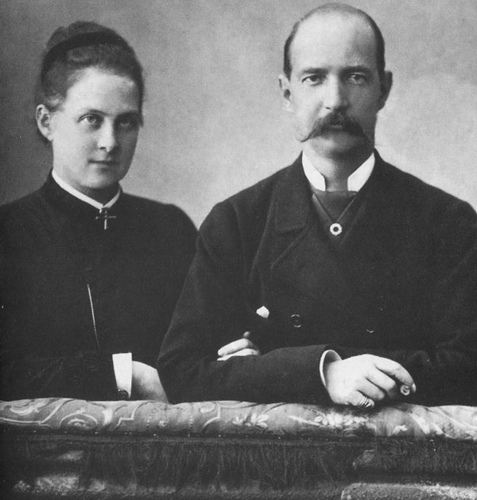
Königin Olga und Georg

Am 15. Oktoberjul. / 27. Oktober 1867greg. heiratete Georg in der Hofkapelle des Sankt Petersburger Winterpalasts Großfürstin Olga Konstantinowna aus dem Haus Romanow-Holstein-Gottorp, eine Enkelin des russischen Zaren Nikolaus I. Sie war die Tochter des Großfürsten Konstantin Nikolajewitsch Romanow und dessen Gemahlin Alexandra von Sachsen-Altenburg.
Aus der Ehe gingen acht Nachkommen hervor:
- Konstantin I. (1868–1923), griechischer König ⚭ 1889 Sophie von Preußen
- Georg (1869–1957) ⚭ 1907 Marie Bonaparte
- Alexandra (1870–1891) ⚭ 1889 Pawel Alexandrowitsch Romanow
- Nikolaus (1872–1938) ⚭ 1902 Jelena Wladimirowna Romanowa
- Maria (1876–1940) ⚭ 1900 Georgi Michailowitsch Romanow
- Olga (*/† 1880)
- Andreas (1882–1944), Prinz von Griechenland und Dänemark, Vater von Prinz Philip, Großvater von Charles III. ⚭ 1903 Alice von Battenberg
- Christoph (1888–1940)

⚭ 1920 Nonnie May „Nancy“ Stewart Worthington Leeds
⚭ 1929 Prinzessin Françoise Isabelle von Orléans
Enkel Georgs I. waren unter anderen die Könige Georg II. (1890–1947), Alexander I. (1893–1920) und Paul I. (1901–1964) sowie Philip, Duke of Edinburgh (1921–2021), der Ehemann der britischen Königin Elisabeth II. Urenkel Georgs I. sind unter anderen die Könige Charles III. von Großbritannien und Nordirland und Konstantin II. von Griechenland sowie Edward, 2. Duke of Kent und Prinzessin Sophia von Griechenland und Dänemark, die Ehefrau des früheren spanischen Königs Juan Carlos I.

## Als König

Königliches Wappen Georgs I.

Georgs Monogramm

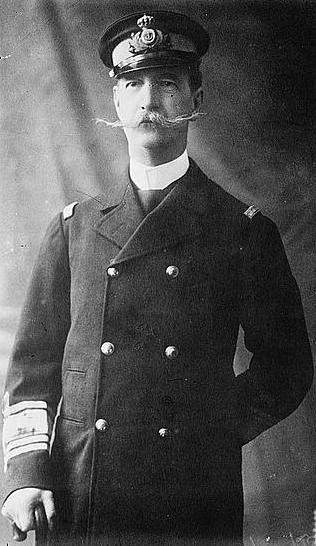
Georg I. auf einer späten Photographie

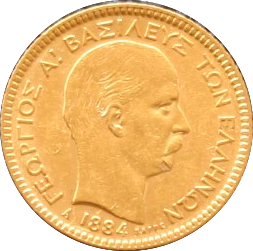
20 Drachmen Goldmünze von 1884 mit dem Konterfei Georg I.

In Griechenland stand zunächst die Ausarbeitung einer neuen Verfassung im Vordergrund. Als Berater und Privatsekretär hatte Georg den Dänen Wilhelm Graf Sponneck berufen, der die Verhandlungen um die Machtverteilung zwischen Parlament und Krone führte. Sponneck stieß jedoch auf den Widerstand der noch unter König Otto eingesetzten Beamten, die ihn mit der Begründung ablehnten, er sei weder Bürger noch Angestellter des Staates. Nachdem Sponneck eingebürgert und als Abgeordneter ins Parlament gewählt worden war, brachten ihm seine Offenheit und Direktheit große Popularität ein, die es ihm ermöglichte, in der neuen Verfassung große Befugnisse zulasten des Parlaments zu erwirken. Am 28. November 1864 leistete Georg den Eid auf die Verfassung, die für damalige Verhältnisse, insbesondere im Hinblick auf das Wahlrecht, moderne demokratische Elemente enthielt. Um seine Rolle als konstitutioneller Monarch zu betonen, wählte Georg den Titel „König der Hellenen“ anstelle von „König von Griechenland“.
Georg war entschlossen, die Fehler seines unbeliebten Vorgängers nicht zu wiederholen. Er erlernte die griechische Sprache und zeigte sich bei Spaziergängen in Athen ohne jegliches Zeremoniell äußerst volksnah. Um das ihm bisher unbekannte Land kennenzulernen, unternahm er ausgedehnte Besichtigungsreisen. Die Ehe mit einer orthodoxen russischen Großfürstin sowie die Erziehung der Nachkommen im selben Glauben stärkten das Zusammengehörigkeitsgefühl der Bevölkerung mit der neuen Dynastie.
Trotz der Verabschiedung einer neuen Verfassung blieb Griechenland innenpolitisch äußerst unruhig. Zwischen 1864 und 1910 gab es 21 Parlamentswahlen und insgesamt 70 meist kurzlebige Regierungen. Die anhaltend instabilen innenpolitischen Verhältnisse, ein korrupter Beamtenapparat und die schlechte wirtschaftliche Lage führten zum Staatsbankrott von 1893, weshalb die staatlichen Einnahmen einer internationalen Finanzkontrolle unterstellt werden mussten.
Außenpolitisch verfolgte Griechenland die Vereinigung sämtlicher von Griechen besiedelter Territorien in einem Staat (Megali Idea), was die natürliche Gegnerschaft zum Osmanischen Reich zur Folge hatte. Ein erster Erfolg war der Beitritt der bisher unter britischem Protektorat stehenden Ionischen Inseln, die 1864 an Griechenland angeschlossen wurden, wodurch die Enosis-Bewegung neuen Zulauf gewann. Als Ergebnis des Russisch-Osmanischen Krieges von 1877/78 wurden Griechenland im Vertrag von Berlin (1881) Thessalien sowie Teile des Epirus zugeschlagen. Als Georg 1885 Pläne vorantrieb, den Epirus militärisch zu erobern, sah er sich der geschlossenen Opposition der europäischen Großmächte gegenüber, worauf der geplante Feldzug abgebrochen wurde. Nach dem Ausbruch eines Aufstands der griechischen Bevölkerungsmehrheit gegen die osmanische Herrschaft auf Kreta unterstützte König Georg die Aufständischen, weshalb es 1897 zum Türkisch-Griechischen Krieg kam, in dessen Verlauf die schlecht ausgerüstete griechische Armee eine vernichtende Niederlage erlitt. Im Vertrag von Konstantinopel wurde Kreta unter internationale Kontrolle gestellt und Griechenland musste hohe Reparationszahlungen leisten.
Während der Regierungszeit Georgs wurden 1896 die ersten Olympischen Spiele der Neuzeit in Athen veranstaltet, deren Schirmherr er war. Die Eröffnung fand im Athener Panathinaiko-Stadion statt, das Georg durch den Architekten Ernst Ziller, seinen Baumeister des Königs, ausgraben und später rekonstruieren ließ.
1909 zwangen aufständische Offiziere den König zu weitreichenden Reformen (Aufstand von Goudi) und zur Entlassung seiner Söhne aus der Armeespitze. Daneben gab Georg dem Druck der Offiziere nach und ernannte Eleftherios Venizelos zum neuen Premierminister. Dieser sollte in den nächsten Jahren eine dominierende Rolle in der griechischen Politik einnehmen. Venizelos schmiedete den Balkanbund als Gegengewicht zum Osmanischen Reich und zwang diesem im Oktober 1912 den Ersten Balkankrieg auf. In dessen Verlauf gelangen der von Kronprinz Konstantin befehligten griechischen Armee große militärische Erfolge. Im November 1912 zog Georg gemeinsam mit Konstantin und Venizelos feierlich im eroberten Thessaloniki ein.

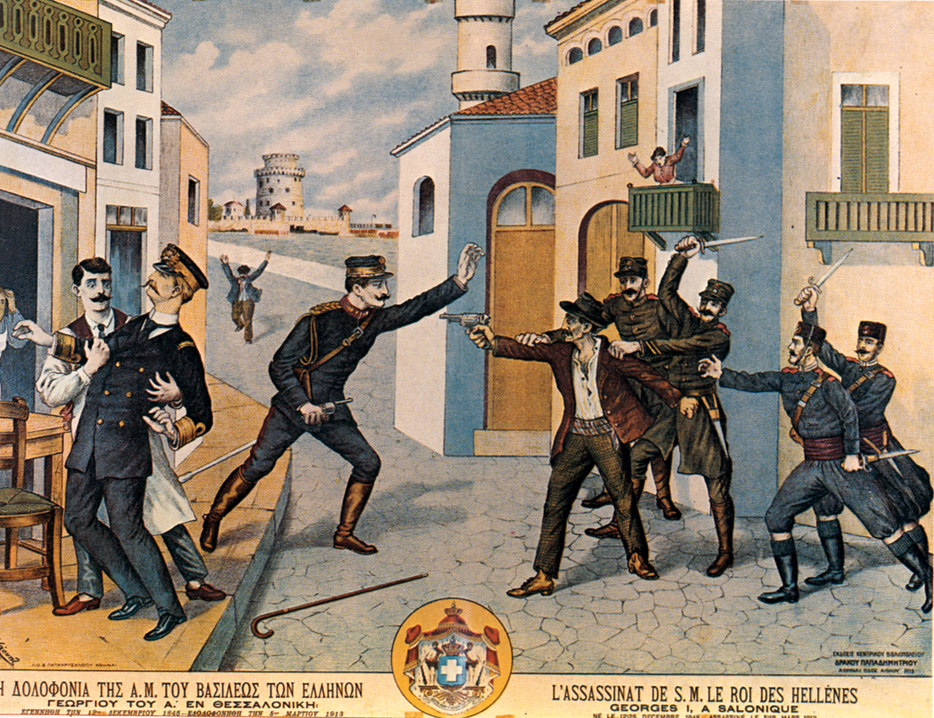
Lithographie der Ermordung Georgs I.

## Ermordung
Am Nachmittag des 18. März 1913 spazierte Georg wie gewöhnlich ohne nennenswerte Schutzmaßnahmen durch Thessaloniki. In Höhe des Weißen Turms schoss ihm aus später ungeklärten Gründen der Attentäter Alexander Schinas aus kurzer Distanz in den Rücken. Georg erlag unmittelbar seinen Schussverletzungen. An Bord der königlichen Jacht Amphitrite wurde der Leichnam Georgs nach Athen überführt und in der Kathedrale Mariä Verkündigung eingesegnet.
Beigesetzt wurde er auf dem Königlichen Friedhof im Park des Schlosses Tatoi. Sein ältester Sohn folgte ihm als Konstantin I. auf den Thron. Mit einer Regierungszeit von fast 50 Jahren war König Georg der am längsten amtierende griechische Monarch der Neuzeit.

## Vorfahren
|  |                                                          |  |  |  |  |  |  |  |  |  |  |  |  |
|  | Friedrich Karl Ludwig von Schleswig-Holstein (1757–1816) |  |  |  |  |  |  |  |  |  |  |  |  |
|  |                                                          |  |  |  |  |  |  |  |  |  |  |  |  |
|  |                                                          |  |  |  |  |  |  |  |  |  |  |  |  |
|  | Friedrich Wilhelm von Schleswig-Holstein (1785–1831)     |  |  |  |  |  |  |  |  |  |  |  |  |
|  |                                                          |  |  |  |  |  |  |  |  |  |  |  |  |
|  |                                                          |  |  |  |  |  |  |  |  |  |  |  |  |
|  | Friederike von Schlieben (1757–1827)                     |  |  |  |  |  |  |  |  |  |  |  |  |
|  |                                                          |  |  |  |  |  |  |  |  |  |  |  |  |
|  |                                                          |  |  |  |  |  |  |  |  |  |  |  |  |
|  | Christian IX. König von Dänemark (1818–1906)             |  |  |  |  |  |  |  |  |  |  |  |  |
|  |                                                          |  |  |  |  |  |  |  |  |  |  |  |  |
|  |                                                          |  |  |  |  |  |  |  |  |  |  |  |  |
|  | Karl von Hessen-Kassel (1744–1836)                       |  |  |  |  |  |  |  |  |  |  |  |  |
|  |                                                          |  |  |  |  |  |  |  |  |  |  |  |  |
|  |                                                          |  |  |  |  |  |  |  |  |  |  |  |  |
|  | Luise Karoline von Hessen-Kassel (1789–1867)             |  |  |  |  |  |  |  |  |  |  |  |  |
|  |                                                          |  |  |  |  |  |  |  |  |  |  |  |  |
|  |                                                          |  |  |  |  |  |  |  |  |  |  |  |  |
|  | Louise von Dänemark (1750–1831)                          |  |  |  |  |  |  |  |  |  |  |  |  |
|  |                                                          |  |  |  |  |  |  |  |  |  |  |  |  |
|  |                                                          |  |  |  |  |  |  |  |  |  |  |  |  |
|  | Georg I. von Griechenland                                |  |  |  |  |  |  |  |  |  |  |  |  |
|  |                                                          |  |  |  |  |  |  |  |  |  |  |  |  |
|  |                                                          |  |  |  |  |  |  |  |  |  |  |  |  |
|  | Friedrich von Hessen-Kassel (Rumpenheim)(1747–1837)      |  |  |  |  |  |  |  |  |  |  |  |  |
|  |                                                          |  |  |  |  |  |  |  |  |  |  |  |  |
|  |                                                          |  |  |  |  |  |  |  |  |  |  |  |  |
|  | Wilhelm von Hessen (Rumpenheim) (1787–1867)              |  |  |  |  |  |  |  |  |  |  |  |  |
|  |                                                          |  |  |  |  |  |  |  |  |  |  |  |  |
|  |                                                          |  |  |  |  |  |  |  |  |  |  |  |  |
|  | Karoline Polyxena von Nassau-Usingen (1762–1823)         |  |  |  |  |  |  |  |  |  |  |  |  |
|  |                                                          |  |  |  |  |  |  |  |  |  |  |  |  |
|  |                                                          |  |  |  |  |  |  |  |  |  |  |  |  |
|  | Louise von Hessen (1817–1898)                            |  |  |  |  |  |  |  |  |  |  |  |  |
|  |                                                          |  |  |  |  |  |  |  |  |  |  |  |  |
|  |                                                          |  |  |  |  |  |  |  |  |  |  |  |  |
|  | Friedrich Erbprinz von Dänemark (1753–1805)              |  |  |  |  |  |  |  |  |  |  |  |  |
|  |                                                          |  |  |  |  |  |  |  |  |  |  |  |  |
|  |                                                          |  |  |  |  |  |  |  |  |  |  |  |  |
|  | Louise Charlotte von Dänemark (1789–1864)                |  |  |  |  |  |  |  |  |  |  |  |  |
|  |                                                          |  |  |  |  |  |  |  |  |  |  |  |  |
|  |                                                          |  |  |  |  |  |  |  |  |  |  |  |  |
|  | Sophie Friederike von Mecklenburg (1758–1794)            |  |  |  |  |  |  |  |  |  |  |  |  |
|  |                                                          |  |  |  |  |  |  |  |  |  |  |  |  |
|  |                                                          |  |  |  |  |  |  |  |  |  |  |  |  |

## Verschiedenes
In Frederiksberg bei Kopenhagen wurde die Straße Kong Georgs Vej nach ihm benannt, in Patras in Griechenland die Platia Georgiou.